# Anderlecht
Anderlecht é uma das 19 comunas bilíngues que compõem a Região de Bruxelas-Capital.
A 1 de Janeiro de 2008 contava 99 085 habitantes. Situada no extremo oeste da aglomeração de Bruxelas, é limítrofe das comunas de Bruxelas, Dilbeek, Forest, Molenbeek-Saint-Jean, Saint-Gilles e Sint-Pieters-Leeuw. 
É internacionalmente conhecida principalmente pelo clube de futebol RSC Anderlecht e por São Guido de Anderlecht. 